# Slag bij Albelda (859)
De Slag bij Albelda was een veldslag uit 859 die plaats vond in het noorden van Spanje.
Musa ibn Musa had, door Huesca in 855 te veroveren, een gebied vergaard dat zo uitgestrekt was dat hij zichzelf derde koning van Spanje noemde. In een poging zichzelf te voorzien van een militaire basis in een strategisch communicatiegebied tussen het huidige Soria en Logroño, gaf hij opdracht tot de bouw van een fort in Albelda of Albaida, tussen Clavijo en het Viguera-gebergte. Volgens de Kroniek van Alfons III liet García Íñiguez van Pamplona destijds zijn traditionele alliantie met de islamitische Banu Qasi varen om een bondgenootschap te sluiten met de christelijke Asturiërs. Ordoño I van Asturië anticipeerde op het gevaar dat het nieuwe fort zou kunnen opleveren; hij viel het in 859 aan en vernietigde het, wat een grote nederlaag betekende voor de Banu Qasi.
Na de nederlaag van de moslims in deze slag, herbevolkte de Asturische monarchie in 860 Amaya en intensiveerde zo de herbevolking van de bovenloop van de Ebro en de gebieden op de linkeroever van de Duero.